# Cube Escape
Cube Escape est une série de jeux vidéo de type escape the room développée et éditée par Rusty Lake, également développeur de Rusty Lake: Roots, Rusty Lake : Paradise Rusty Lake : Hotel et Rusty lake : The past within. Rusty Lake est une entreprise basée à Amsterdam fondée par Robin et Maarten.
Les jeux sont disponibles sur navigateur web, iOS et Android.
En juin 2017, ils cumulaient près de trois millions de vues sur le site web du développeur et deux millions sur Kongregate. Le 14 octobre 2020, la collection des neuf jeux de la série Cube Escape hors Paradox est sortie en une seule et même application sur Steam et Itch.io pour un prix d’environ 4 euros : Cube Escape Collection.

## Synopsis
Chaque Cube Escape est relié par des cubes de mémoire au mystérieux Rusty Lake (le lac rouillé) où il se passe de drôles de phénomènes. À travers différents endroits au bord du lac, le joueur, généralement dans la peau du détective Dale Vandermeer, devra essayer de sortir de la pièce grâce à sa réflexion et à la recherche de sa mémoire enfermée dans des cubes. Une étrange manière de se remémorer sa vie ou peut-être son enquête sur la mystérieuse femme en robe d’été et qui sont ces étranges hommes-animaux…

## Jeux

### Cube Escape: Seasons
Cube Escape: Seasons est le premier jeu vidéo de la série, sorti le 25 avril 2015.

« Tout commence au printemps 1964, le premier de tes souvenirs.

Tu te trouves dans une pièce calme et accueillante.

Autour de toi, une horloge, une cuisine et une fenêtre donnant sur le jardin. Ton perroquet, Harvey, est de mauvaise humeur.

Explore les lieux et collecte des objets, tu t’apercevras bien vite que quelque chose ne va pas.

Accède à d’autres cubes de mémoire en créant un chemin entre les cubes. Il n’est peut être pas trop tard… »

### Cube Escape: The Lake
Cube Escape: The Lake est le deuxième jeu de la série, sorti le 27 avril 2015.

« Joue et tente de t’échapper de la cabane !

Tu as découvert une cabane abandonnée sur une petite île de Rusty Lake. À ta disposition : des outils de pêche, un couteau et un pied de biche.

Explore les lieux et va pêcher! Peut-être pourras-tu changer ton destin… »

### Cube Escape: Arles
Cube Escape: Arles est le troisième jeu de la série, sorti le 5 juin 2015.

« Tu es piégé dans ta chambre à Arles.

Tu te sens cerné par l’art.

Explore la pièce et complète les images, cherche les couleurs et rassemble ton matériel de peinture.

Tu dois t’échapper d’ici ! »

### Cube Escape: Harvey's Box
Cube Escape: Harvey's Box est le quatrième jeu de la série, sorti le 25 juin 2015.

« Nous sommes en 1969, Harvey est prisonnier d’un colis destiné à Rusty Lake…

Découvre ce qui se trame et aide Harvey à se libérer en résolvant toutes les énigmes.

Cette boîte est remplie de mystères. »

### Cube Escape: Case 23
Cube Escape: Case 23 est le cinquième jeu de la série, sorti le 31 juin 2015.

« Dans Cube Escape : Case 23, tu dois enquêter sur la mort mystérieuse d’une femme.

Rassemble les preuves présentes dans la pièce, trouve le chemin qui te mènera à Rusty Lake. »

### Cube Escape: The Mill
Cube Escape: The Mill est le sixième jeu de la série, sorti le 5 septembre 2015.

« Tu es piégé dans un moulin à Rusty Lake. Parviendras-tu à t’évader ?

Bienvenue au moulin de Rusty Lake, la demeure de M. Crow.

Tu dois faire fonctionner cette étrange machine avant l’arrivée imminente d’un invité que tu connais bien… »

### Cube Escape: Birthday
Cube Escape: Birthday est le septième jeu de la série, sorti le 15 février 2016.

« Bienvenue à ton neuvième anniversaire, en hiver 1939.

Il y a le gâteau, la musique et un mystérieux cadeau.

Cependant, l’ambiance change rapidement quand un surprenant invité vient à ta fête… »

### Cube Escape: Theatre
Cube Escape: Theatre est le huitième jeu de la série, sorti le 11 avril 2016.

« Bienvenue au théâtre de ta pensée.

Ce soir nous avons un programme engageant, avec un casting familier.

Joue les six scènes dans l’ordre pour continuer ton voyage ... »

### Cube Escape: The Cave
Cube Escape: The Cave est le neuvième jeu de la série, sorti le 23 mars 2017.

« Un vieil homme s’apprête à s’engouffrer dans une étrange caverne.

Un certain invité a besoin de ton aide avant de t’aventurer dans les profondeurs de Rusty Lake… »

- Pocket Gamer: 7/10[23]

### Cube Escape: Paradox
Cube Escape: Paradox est le dixième jeu vidéo de la série, il est paru le 20 septembre 2018. Il mêle scènes cinématographiques avec acteurs et décors habituels de la série. Parallèlement, un court métrage de dix-neuf minutes a été réalisé pour la sortie du jeu. Le jeu propose gratuitement le premier chapitre et le film ainsi que l'accès à la version premium avec le chapitre 2, payante (1,99 euro). Un défi supplémentaire est lancé au joueur : à l'aide d'indices disséminés dans le court métrage, découvrez les cinq trophées supplémentaires dans chaque chapitre afin de constituer le code d'accès aux deux autres fins.

« Cube Escape: Paradox est le dixième épisode de la série Cube Escape et la suite de Rusty Lake. Les mystères de Rusty Lake seront révélés un à un. »

## Jeux intermédiaires
Des jeux intermédiaires dont certains sont gratuits ont été publiés dans la chronologie de parution des Cube Escape. Ils n'ont pas forcément de rapport direct avec la série, mais on y retrouve les personnages. Ces jeux sont disponibles sur Android, iOS, itch.io et Steam.

### Rusty Lake: Hotel
Ce jeu, où chacun des cinq convives sera l'objet de toutes les attentions au dîner, s'intercale entre Cube Escape: The Mill et Cube Escape: Birthday. Dans ce jeu, vous devez réunir les trois ingrédients de chaque recette du livre de cuisine. Un ingrédient est indispensable, les deux autres sont optionnels.

### Rusty Lake: Roots
Ce jeu s'intercale entre Cube Escape: Theater et Cube Escape: The Cave.

### Rusty Lake: Paradise
Ce jeu, publié en janvier 2018, s'intercale entre Cube Escape: The Cave et Cube Escape: Paradox.

### The White Door
Ce jeu, publié en janvier 2020, reprend l’univers habituel mais se déroule dans une maison de santé.

### Samsara Room
Ce jeu, publié en avril 2020 afin de célébrer le cinquième anniversaire du studio, est une refonte d’une précédente version du même jeu édité en 2013.

### The Past Within
Jeu collaboratif publié en 2022, multiplate-forme (Android, Steam, iOS).

### Underground Blossom
Jeu publié le 27 septembre 2023, se déroulant dans un métro, disponible sur Steam, Android, AppStore, GOG et Itchio.

### The Mr. Rabbit Magic Show
Ce jeu, publié le 30 avril 2025, est offert pour célébrer le dixième anniversaire du studio, il est accompagné d'un court métrage intitulé The Intern.